# Caligus klawei
Caligus klawei är en kräftdjursart som beskrevs av Sueo M. Shiino 1959. Caligus klawei ingår i släktet Caligus och familjen Caligidae. Inga underarter finns listade i Catalogue of Life.